# Nicole Bauer
Nicole Bauer (nascida a 19 de março de 1987) é uma engenheira industrial alemã e política do Partido Democrático Liberal (FDP) que serve como membro do Bundestag pelo estado da Baviera desde 2017.

## Carreira política
Bauer é membro dos Democratas Liberais desde 2010. Ela tornou-se membro do Bundestag nas eleições federais alemãs de 2017, representando Landshut. Desde então, ela serve na Comissão de Alimentação e Agricultura e na Comissão de Assuntos da Família, Idosos, Mulheres e Juventude. Ela é a porta-voz do seu grupo parlamentar sobre a política das mulheres.
Nas negociações para formar a chamada coligação semáforo do Partido Social-Democrata (SPD), do Partido Verde e do FDP após as eleições federais de 2021, Bauer fez parte da delegação do seu partido no grupo de trabalho sobre mudanças climáticas e política energética, co-presidido por Matthias Miersch, Oliver Krischer e Lukas Köhler.